# Турія (ліва притока Прип'яті)
Турія (Тур'я, канава Тур'я) — річка в Річицькому, Хойницькому і Калинковицькому районах Гомельської області Білорусі, ліва притока річки Прип'ять.
Довжина річки 46 км. Починається за 6 км на північний схід від села Шавлов Калинковицького району. Тече через озера на заплаві Прип'яті та впадає в неї за 4 км на північний захід від села Ломиш Хойницького району. Русло від витоку протягом 37 км — каналізовано і називається канава Турія. Основна притока — Ужинецький канал (праворуч).
У басейні річки біля села Дуброва водосховища Віть. У Калинковицькому районі в басейні річки озера Буяч.